# Jürgen Rennert

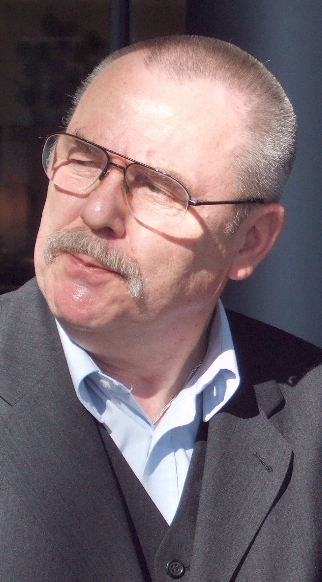
Jürgen Rennert, 2007

Jürgen Rennert (* 12. März 1943 in Berlin-Neukölln) ist ein deutscher Schriftsteller.

## Leben
Aufgewachsen in West-Berlin bei seiner Großmutter, übersiedelte Jürgen Rennert 1953 zu den Eltern nach Hohen Neuendorf in der DDR. 1959 bis 1962 machte er eine Ausbildung zum Schriftsetzer, wurde dann Hilfspfleger im Krankenhaus und arbeitete 1964 bis 1975 als Werberedakteur im Verlag Volk und Welt. Von Mai 1966 bis November 1967 leistete er Wehrersatzdienst als Bausoldat. Von 1975 bis 1990 arbeitete Rennert als freischaffender Lyriker, Essayist und Übersetzer. Von 1990 bis 2005 war er beim Kunstdienst der Evangelischen Kirche in Berlin angestellt und bis zur Abwicklung dieser Einrichtung deren stellvertretender Leiter.
Neben eigenen Gedichten und Essays ist Jürgen Rennert als Herausgeber, Übersetzer und Nachdichter von Literatur aus dem Jiddischen (unter anderem Mark Rasumny, Scholem Alejchem, Israil Bercovici, Isaac Bashevis Singer), Russischen, Tschechischen und Ungarischen hervorgetreten. Mit Jalda Rebling und Stefan Schreiner begründete er 1987 die Tage der Jiddischen Kultur in Ost-Berlin und hat seitdem wichtige Impulse für die Beschäftigung mit jüdischer Kultur gegeben.
Rennert lebt seit Oktober 2014 im Putlitzer Gemeindeteil Krumbeck. Er ist Mitglied des PEN-Zentrums Deutschland.

## Preise und Auszeichnungen
- Heinrich-Heine-Preis des Ministeriums für Kultur der DDR (1979)
- Wahl in das P.E.N.-Zentrum Deutsche Demokratische Republik (1980)
- Ehrengabe der Deutschen Schillerstiftung (1991)
- Stipendium Künstlerhaus Edenkoben (2006)

## Veröffentlichungen (Auswahl)
- Poesiealbum 75 (1973)
- Märkische Depeschen. Gedichte. Union Verlag, Berlin (1976)
- Ungereimte Prosa. Essays (1977)
- Wie der Elefant entstand. Kinderbuch (1980)
- Emma – die Kuh. Kinderbuch (1981)
- Hoher Mond. Gedichte (1983)
- Angewandte Prosa. Essays (1983)
- Dialog mit der Bibel. Texte zu Malerei und Grafik aus der DDR (1984)
- Der Gute Ort in Weißensee. Herausgabe und Nachwort (1987)
- Der Künstler im Gehäuse. Essay (1995)
- Noachs Kasten. Acht Texte und ein Vorspruch nach Genesis 6-9,17. Hentrich & Hentrich, Berlin (2003)